# Вильгельм I (граф Люксембурга)
Вильгельм I (фр. Guillaume Ier de Luxembourg; 1070/1080 — 1129/1131) — граф Люксембурга с 1096 года. Первым использовал название Люксембург для своих владений.

## Биография
Сын Конрада I и Клеменции. В 1096 году унаследовал Люксембург от своего брата Генриха. В 1122 году был втянут в конфликт с архиепископом Трира Бруно, за что его отлучили от церкви. Последний раз упомянут 17 июня 1129 года. Его сын Конрад II наследовал ему до 23 апреля 1131 года.

## Брак и дети
Около 1100 года женился на Лиутгарде (прим. 1088/1090 — до 1117), дочери Куно фон Нортхейм и Кунигунды фон Орламюнде. Дети:
- Конрад II (ум. 1136), граф Люксембурга
- Лиутгарда (ум. до 1170), наследница Люксембурга, замужем за Генрихом II, графом Гранпре

Возможно, что их сыном был:
- Вильгельм, граф Глейберга, упомянут в 1131 и 1158

Последний указан в Europäische Stammtafeln, но как замечено в Foundation for Medieval Genealogy он приходится только родственником Клеменции, матери Вильгельма Люксембургского, что не означает с необходимостью, что Вильгельм, граф Глейберга, был кровным родственником графов Люксембургских.